# Bothriochloa barbinodis
Espèce
Synonymes
- Amphilophis barbinodis (Lag.) Nash[2] [3]
- Amphilophis emersa (E.Fourn.) Nash[2]
- Amphilophis leucopogon (Nees) Nash[2] [3]
- Amphilophis palmeri (Hack.) Nash[2]
- Amphilophis schlumbergeri (E.Fourn.) Nash[2]
- Andropogon barbinodis Lag.[2] [4] [3]
- Andropogon emersus E.Fourn.[2]
- Andropogon ischaemum var. barbinodis (Lag.) Desv.[2] [3]
- Andropogon leucopogon Nees[2] [3]
- Andropogon palmeri (Hack.) Gould[2]
- Andropogon perforatus Trin. ex Fourn.[4]
- Andropogon saccharoides ssp. leucopogon (Nees) Hack.[3]
- Andropogon saccharoides var. barbinodis (Lag.) Hack.[2] [3]
- Bothriochloa barbinodis var. barbinodis[2]
- Bothriochloa barbinodis var. palmeri (Hack.) de Wet[4]
- Bothriochloa barbinodis var. perforata (Trin. ex Fourn.) Gould[4]
- Bothriochloa barbinodis (Lag.) Henrard[3]
- Bothriochloa emersa (E.Fourn.) Henrard[2]
- Bothriochloa leucopogon (Nees) Pilg.[2] [3]
- Bothriochloa palmeri (Hack.) Gould[4]
- Bothriochloa palmeri (Hack.) Pilg.[2]
- Bothriochloa schlumbergeri (E.Fourn.) Henrard[2]
- Holcus saccharoides var. barbinodis (Lag.) Hack.[2] [3]
- Sorghum saccharoides var. leucopogon (Nees) Kuntze[2]
- Sorghum saccharoides var. leucopogon (Nees) Nash ex Kuntze[3]

Bothriochloa barbinodis, le Barbon Andropogon, est une espèce végétale herbacée, originaire du sud de l'Amérique du Nord (États-Unis d'Amérique et Mexique notamment), de la famille des Poaceae. En France, en une trentaine d'années, cette espèce a réussi à coloniser les milieux rudéraux des départements méridionaux. Son extension vers les régions de la moitié nord est en cours, via les voies de communications (autoroutes, voies ferrées).

## Liste des variétés
Selon Tropicos (2 janvier 2020) (Attention liste brute contenant possiblement des synonymes) :
- Bothriochloa barbinodis var. barbinodis
- Bothriochloa barbinodis var. palmeri (Hack.) de Wet
- Bothriochloa barbinodis var. perforata (Trin. ex E. Fourn.) Gould
- Bothriochloa barbinodis var. schlumbergeri (E. Fourn.) de Wet

## Description
La floraison a lieu de juillet à septembre.